# Случайное великолепие полупрозрачного водянистого ребуса
«Случайное великолепие полупрозрачного водянистого ребуса» (хорв. Slučajna raskoš prozirnog vodenog rebusa) — анимационный фильм хорватского режиссёра Далибора Барича, вошедший в шорт-лист премии «Спутник» 2021 года в категории «Кинофильмы, анимация или смешанная техника» и представленный на премию «Оскар» 2021 года за лучший анимационный фильм.

## Сюжет
Мартин безуспешно пытался бороться с репрессивной системой, и теперь он в бегах. Сара — художница-концептуалистка. Вместе они скрываются в уединённой сельской местности, где вступают в революционную коммуну. Инспектор Амброз идёт по их следу.

## Роли озвучивали
- Ракан Рушайдат[англ.] — Мартин
- Ана Виленица — Сара
- Франо Машкович — инспектор Амброз

## Производство и выпуск
В фильме использованы такие методы, как ротоскопирование, коллаж и найденные кадры. Барич сам позаботился о многих этапах создания фильма, включая режиссуру, сценарии, анимацию, композитинг, саундтрек и монтаж. Бюджет фильма составил 20 000 евро.
Первоначально фильм был показан в десяти хорватских артхаусных кинотеатрах, а также был показан в Загребском музее современного искусства в 2020 году. Чтобы фильм мог претендовать на «премию Оскар», его также показали в Леммли в начале 2021 года. Общий выпуск фильма состоялся как «Видео по запросу» на Vimeo.

## Критика
В газете Los Angeles Times Карлос Агулилар описал фильм как «сюрреалистический фильм в стиле нуар, напоминающий ретрофутуризм „Альфавиля“», а в журнале Variety рецензент Майкл Нордин описал фильм как «яркий и живой, каким пытаются быть лишь немногие фильмы, подпадающие под широкое определение анимации». Питер Брэдшоу в обзоре The Guardian с четырьмя звёздами назвал работу «явно тревожной и даже захватывающей» мечтательностью, заявив, что есть «что-то впечатляющее в безразличии фильма к повествовательному смыслу или обычной разборчивости». На Rotten Tomatoes фильм получил оценку 80 % на основе пяти рецензий.